# Augé
Augé je priimek več oseb:
- Augustin-Joseph Augé, francoski general
- Marc Augé, francoski antropolog
- Stéphane Augé, francoski dirkač